# To'hajiilee (Breaking Bad)
"To'hajiilee" es el episodio 13 de la quinta temporada de la serie dramática de televisión estadounidense Breaking Bad, y el episodio 59 en general. Escrito por George Mastras y dirigido por Michelle MacLaren, se emitió en AMC en los Estados Unidos y Canadá el 8 de septiembre de 2013.

## Trama
Todd produce un lote de metanfetamina ante la mirada de su tío Jack y Lydia; a pesar de mejorar en su pureza, todavía no logran la calidad de la cocina de Walt, por lo que Todd le promete a Lydia trabajar en ello. Recibe una llamada de Walter, pidiéndole a su tío que trabaje para encontrar a Jesse. Jack le dice a Walt que solo matará a Jesse si le enseña a Todd a cocinar su metanfetamina azul característica, cosa que Walt acepta de mala gana. 
Mientras tanto, Jesse les cuenta a Hank y Gómez sobre su plan para capturar a Walt con su dinero. Bajo la dirección de Jesse, Gómez atrapa a Huell y luego acompaña a Hank a una casa de seguridad de la DEA y lo engaña para que coopere haciéndole creer que Walt planea matarlo para encubrir el envenenamiento de Brock Cantillo por parte de Walt. Hank le muestra a Huell una foto escenificada de Jesse con un disparo en la cabeza como prueba. Huell confiesa que él y Kuby almacenaron el dinero de Walt en barriles, y Walt recogió los barriles con una furgoneta de alquiler y una pala, pero no sabe dónde está escondido el dinero. Hank le aconseja a Huell que no responda ninguna llamada ni salga de casa.
En un intento de atraer a Jesse, Walt visita a Andrea para pedirle información y se va sin respuestas, con Andrea enviándole un mensaje de voz a Jesse. Luego, se reúne con Saul en el lavado donde le expresa su preocupación porque tanto Huell y Kuby han desaparecido.
En ello, Jesse le envía a Walt una foto de un barril lleno de dinero, alegando que ha encontrado la fortuna de Walt y amenaza con quemarlo todo si la llamada termina. Walt corre frenéticamente al lugar. Durante la acalorada conversación entre ambos, Walt confiesa haber envenenado a Brock pero dice que aseguró su supervivencia y que todos los asesinatos que ha cometido también fueron cometidos para protegerlo. Walt llega al lugar del desierto donde está enterrado su dinero, pero no encuentra a nadie allí. Luego ve que se acerca otro automóvil con Jesse y se esconde, creyendo que Jesse lo va a matar. Llama a Jack y le da a la hermandad las coordenadas de su fortuna enterrada para que lo ayuden, pero luego lo cancela cuando ve que Hank y Gómez están con Jesse.
Acorralado, Walt se entrega a Hank, quien lo esposa y le lee sus derechos Miranda. Jesse revela que fingió que la furgoneta de alquiler tenía seguimiento por GPS, que la foto de su dinero se realizó desde el patio trasero de Hank y que lo han rastreado a través de su teléfono. Jesse se acerca a Walt y le escupe, lo que hace que Walt ataque a Jesse hasta que Gómez y Hank los separan. Walt se coloca en el asiento trasero de la camioneta de Gómez mientras Jesse es escoltado al auto de Walt. Hank luego llama a Marie para informarle que ha atrapado a Walt y le pide que sea fuerte para lo que vendrá, despidiéndose ya que tardará en volver a casa. Sin embargo, Jack y su hermandad llegan al lugar, ignorando la cancelación de Walt, y se enfrentan a Hank y Gómez. Walt, preso del pánico, intenta calmar la situación en vano. La pandilla abre fuego, mientras Jesse y Walt se refugian en los autos para evitar el tiroteo.

## Producción
La escena en la que Walt conduce hacia la reserva se filmó completamente en pantalla verde, ya que no podían permitirse el lujo de cerrar todas las calles necesarias para filmarla en la cámara. El título del episodio, "To'hajiilee", se refiere a la Reserva India Tohajiilee donde ocurren el arresto y el tiroteo al final del episodio. Este lugar también fue el escenario de la primera cocina de Walt y Jesse en "Piloto".

## Recepción

### Audiencia
El episodio fue visto por 5,11 millones de personas en su transmisión original, que fue un aumento de los 4,41 millones del episodio anterior.

### Reseñas
Tim Surette de TV.com llama a "To'hajiilee" "un éxito directo y uno de los mejores (episodios) de la temporada, tal vez incluso de la serie". Seth Amitin de IGN le dio a este episodio una puntuación de 10 sobre 10, elogiando la dirección y los giros y vueltas que tomó el episodio.
En 2019, The Ringer clasificó a "To'hajiilee" como el undécimo mejor episodio de la serie.
Por su trabajo en este episodio, Kelley Dixon fue nominada a Mejor edición de imagen con una sola cámara para una serie dramática, perdiendo ante Skip Macdonald por Felina.